# Массапекуа
Массапекуа (англ. Massapequa; /ˌmæsəˈpiːkwə/, масса-ə-PEEK-wə) — деревня и статистически обособленная местность, входящая в состав города Ойстер-Бей в округе Нассо, на южном берегу Лонг-Айленда, штат Нью-Йорк, США. На момент переписи 2020 года население составляло 21 355 человек.

## История
Первыми поселенцами на месте поселка была группа индейцев ленапе, говорящих на алгонкинском языке. Около 1658 года купцы из города Ойстер приобрели эту территорию у Таккапауши, вождя местного племени. Во время Второй мировой войны население составляло около 3000 человек, большинство из которых работали в сельском хозяйстве или на близлежащих авиационных заводах.

## География
По данным Бюро переписи населения США, Массапекуа имеет общую площадь 10 квадратных километров, из которых 9,6 км2 занимает суша и 1,0 км2, (9,20%), занимает водная поверхность.
Массапекуа и близлежащие места, с похожими названиями, такие как Норт-Массапекуа и Массапекуа-Парк иногда вместе называют «Массапекуа».

### Климат
В Массапекуа умеренный климат, очень похожий на климат других прибрежных районов северо-востока США; Здесь теплое влажное лето и холодная зима, но Атлантический океан помогает приносить дневные морские бризы, которые смягчают жару в теплые месяцы и ограничивают частоту и силу гроз. Однако сильные грозы нередки, особенно когда они приближаются к острову с материка (Бронкс, Уэстчестер и Коннектикут) на северо-западе. Зимой температура выше, чем в районах, расположенных дальше от материка (особенно в ночные и ранние утренние часы), что часто приводит к тому, что снежная буря на континенте перерастает в дождь на острове. Однако каждую зиму проходят снегопады, а во многие зимы один или несколько сильных штормов, называемых Нор'истер, которые могут иногда вызывать метели со снегопадами высотой 30–60 см и ветрами, близкими к ураганным. В среднем каждую зиму в Массапекуа выпадает 71 см снега. Температуры на Лонг-Айленде также варьируются с запада на восток, при этом западная часть острова в большинстве случаев теплее, чем восточная. Это связано с двумя факторами: во-первых, потому что западная часть расположена ближе к материку, а другая - западная часть более развита, что вызывает так называемый эффект острова тепла.
Климат поселения классифицируется как влажный континентальный с жарким летом, который граничит с влажным субтропическим климатом на побережье. Среднемесячные температуры в центральной части поселения колеблются от -1 °C в январе до 23,5 °C в июле.
25 августа 2006 г. на Массапекуа обрушился небольшой торнадо F0.
В понедельник, 29 октября 2012 года, ураган «Сэнди» разрушил большую часть Массапекуа, особенно к югу от Меррик-роуд, где бурные паводковые воды поднялись как вдоль берега, так и вдоль многочисленных каналов, проходящих на полтора километра вглубь суши. Школы были закрыты на несколько недель. Многие жители оставались без электричества в течение нескольких недель после урагана из-за обрыва линий электропередачи. Сотни домов и построек серьезно пострадали от наводнения, и в течение следующего года их пришлось разобрать и полностью перестроить.

## Население
| Год переписи                    | Нас.  |  | %±    |
| ------------------------------- | ----- |  | ----- |
| 2000                            | 22652 |  | —     |
| 2010                            | 21685 |  | −4,3% |
| 2020                            | 21355 |  | −1,5% |
| 2000–2020 U.S. Decennial Census |       |  |       |

По данным переписи 2000 года, в Массапекуа проживало 22 652 человека, 7 417 домохозяйств и 6 297 семей. Плотность населения составила 2396,7 человек на квадратный километр. Было 7514 единиц жилья со средней плотностью 795,0 человек на квадратный километр. Расовый состав CDP составлял 97,42% белых, 0,17% афроамериканцев, 0,02% коренных американцев, 1,27% азиатов, 0,03% жителей островов Тихого океана, 0,37% представителей других рас и 0,73% представителей двух или более рас. 2,59% населения составляли латиноамериканцы любой национальности. Поскольку здесь проживают большие итальянские и еврейские общины, город иногда называют «маца-пицца».
Было зарегистрировано 7 417 домохозяйств, из которых в 38,3% проживали дети в возрасте до 18 лет, 73,4% составляли супружеские пары, живущие вместе, 8,5% состояли из женщины без мужа и 15,1% не были семейными. Из всех домохозяйств 12,5% состояли из отдельных лиц, а в 6,9% проживали одинокие люди в возрасте 65 лет и старше. Средний размер домохозяйства составлял 3,05, а средний размер семьи - 3,33.
Возрастная структура населения была следующей: 25,6% жителей в возрасте до 18 лет, 5,9% в возрасте от 18 до 24, 29,5% в возрасте от 25 до 44, 24,7% в возрасте от 45 до 64 лет и 14,3% в возрасте 65 лет и старше. Средний возраст жителей по состоянию на 2007 год составил 41 год. На каждые 100 женщин приходилось 94,9 мужчин. На каждые 100 женщин в возрасте 18 лет и старше приходилось 110,0 мужчин.
Средний доход домохозяйства составил 107 181 доллар, а средний доход семьи - 116 266 долларов. Средний доход мужчин составлял 78 859 долларов против 57 016 долларов у женщин. Доход на душу населения составил 42 169 долларов. За чертой бедности находились 2,9% населения и 1,6% семей.

## Образование
Средняя школа Массапекуа
В 1960-х и 1970-х годах в школьном округе Массапекуа было много в начальных школах, двух неполных средних школах и двух средних школах.
Школы в округе бесплатных школ Массапекуа Юнион включают:
- Начальные школы (классы 1–5): Берч-Лейн, Ист-Лейк, Фэрфилд, Локхарт, Унква, Маккенна.
- Средняя школа (6–8 классы): Средняя школа Бернера (бывшая старшая школа Бернера, 1962–1987).
- Дополнение средней школы (9 класс): Эймс.
- Старшая школа: Старшая школа Массапекуа[англ.].

## Инфраструктура

### Транспорт
Станция Массапекуа на линии Бабилон железной дороги Лонг-Айленда расположена на территории деревни.
Несколько автобусных маршрутов NICE также обслуживают Массапекуа.

## Известные уроженцы и жители
- Сал Алоси[англ.] — бывший тренер New York Jets по силовой и физической подготовке
- Брайан Болдингер[англ.] — футболист
- Братья Болдуин — актеры
  - Алек Болдуин — актер
  - Дэниел Болдуин — актер
  - Стивен Болдуин — актер
  - Уильям Болдуин — актер
- Фил Барони — боец ММА
- Мэтт Беннетт — актер
- Питер Бреннан — министр труда США
- Джои Буттафуоко[англ.] — предприниматель, замешан в скандале с Эми Фишер
- Кэнди Дарлинг — актриса фильмов Энди Уорхола
- Рой Демео - известный гангстер
- Дженнифер Десена[англ.] — прокурор и 38-й городской инспектор Норт-Хемпстеда
- Нил Даймонд - музыкант, жил в Массапекуа с первой женой Джей Познер.
- Джо Доннелли — сенатор США от штата Индиана
- Майкл Догерти — сценарист
- Стэнли Друкер[англ.] — главный кларнетист Нью-Йоркской филармонии.
- Эллиот Истон — ведущий гитарист The Cars
- Андре Эглевский — артист балета
- Фрэнк Филд[англ.] — метеоролог
- Эллиот Филд[англ.] — метеоролог
- Уильям Гэддис — писатель
- Карло Гамбино — известный гангстер
- Энди Глейзер[англ.] — игрок в покер
- Стив Гуттенберг — актер
- Джессика Хан — модель
- Марвин Хэмлиш — композитор
- Уильям Джонстон[англ.] — писатель
- Томас Джонс[англ.] — историк
- Кристин Йоргенсен — пионер трансгендеров
- Чарли Кауфман – сценарист и режиссер
- Шон Кеннифф[англ.] — врач
- Брайан Килмид[англ.] – ведущий Fox and Friends[англ.]
- Рон Ковик — ветеран войны во Вьетнаме, антивоенный активист, автор
- Брайан Лэнгтри[англ.] — игрок в лакросс
- Марк Ломонако — профессиональный борец
- Деннис Майкл Линч[англ.] — кинорежиссер
- Джо Мака — футболист
- Джон Мелендес[англ.] — американский радиоведущий, комик, певец, актер, телесценарист, диктор и ведущий подкастов.
- Сонни Милано — нападающий Национальной хоккейной лиги Вашингтон Кэпиталз
- Эрик Роудс[англ.] – порноактер
- Боб Нельсон[англ.] — комик
- Чарльз Нолан[англ.] — модельер
- Пегги Нунан[англ.] — политический спичрайтер и консервативный обозреватель
- Роб О'Гара[англ.] — профессиональный хоккеист команды «Нью-Йорк Рейнджерс».
- Морин Ольхаузен[англ.] — исполняющий обязанности председателя Федеральной торговой комиссии
- Слим Джим Фантом — музыкант
- Эрик Рид[англ.] — диктор телевидения Майами Хит
- Крис Ричардс — музыкант, басист Suffocation
- Ли Рокер — музыкант
- Анджело Доминик Ронкалло[англ.] – член палаты представителей США
- Док Шнайдер[англ.] — вратарь Высшей лиги лакросса
- Джерри Сайнфелд – комик и актер
- Питер Сенерчиа — профессиональный рестлер и диктор
- Мэтт Серра – бывший чемпион ММА
- Брайан Сетцер — музыкант, гитарист The Stray Cats
- Хелен Слейтер – актриса
- Бобби Слейтон[англ.] — комик и актер
- Ди Снайдер — вокалист Twisted Sister
- Роберт Собел[англ.] — писатель
- Кейси Штерн[англ.] — радиоведущий SiriusXM
- Ричард Супа[англ.] — певец, автор песен Aerosmith
- Бадди Тейт[англ.] — джазовый саксофонист
- Уэсли Уокер[англ.] — бывший ресивер New York Jets
- Кристи Уэлш[англ.] — бывший нападающий женской сборной США по футболу
- Джозеф Уолтер[англ.] — автор книги «Могила королей»